# Kairei-Hydrothermalfeld
Das Kairei-Hydrothermalfeld (englisch Kairei Vent Field) ist ein Feld von Tiefsee-Hydrothermalquellen, das sich im Indischen Ozean befindet. In der Tiefe von 2.460 m hat es eine Fläche zwischen 40 und 100 m2. Das Feld befindet sich 2200 km östlich von Madagaskar. 24 km südlich liegt die Rodrigues-Triple Junction, wo die Afrikanische Platte, die Indisch-Australische Platte und die Antarktische Platte aufeinander treffen. Es war das erste hydrothermale Feld, das im Indischen Ozean entdeckt wurde und das erste einer Serie später entdeckter Felder entlang des Zentralindischen Rückens.

## Geschichte

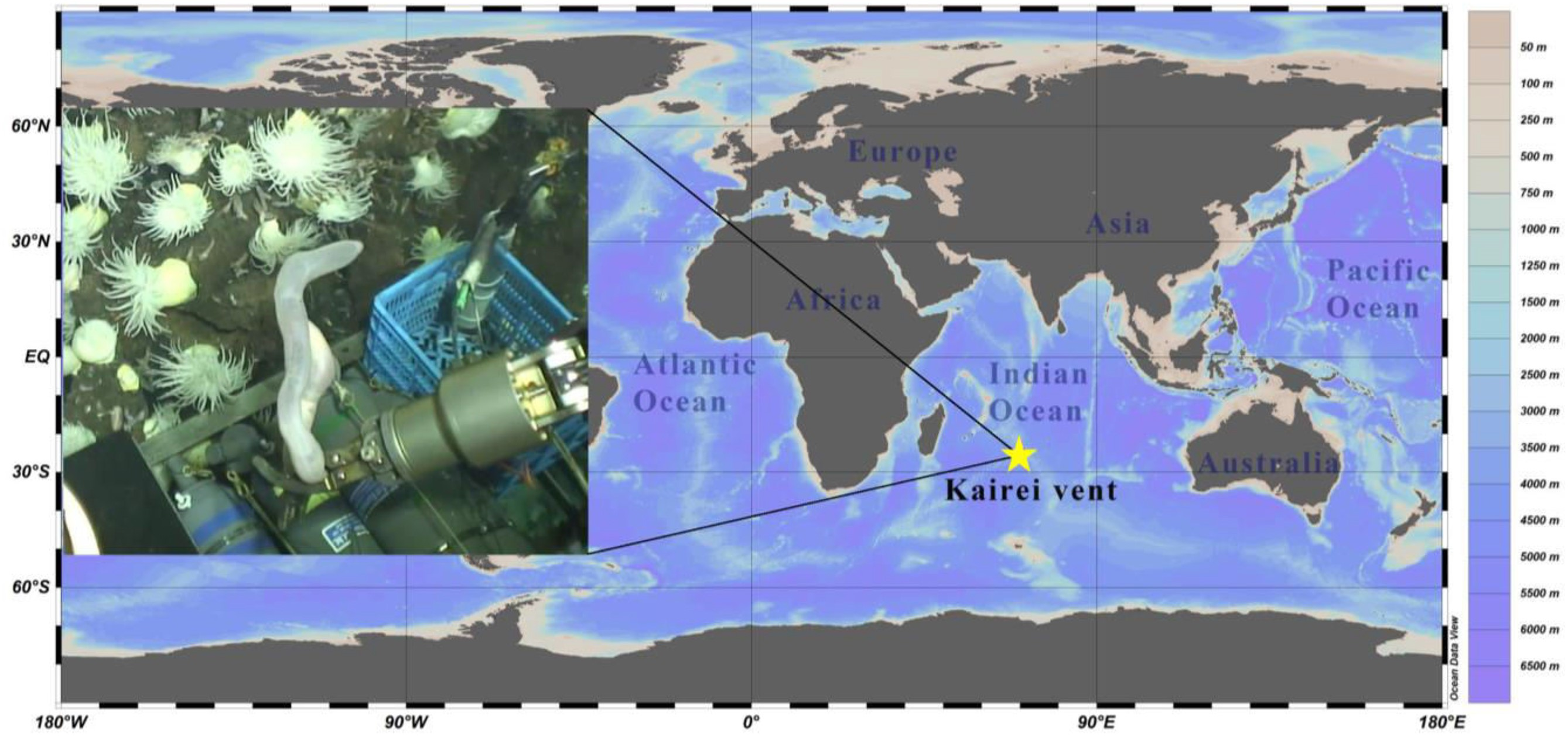
Fotografie vom Kairei-Hydrothermalfeld sowie Lagekarte

Das hydrothermale Feld wurde im Jahr 2000 bei einer Expedition der Japan Agency for Marine Earth Science and Technology (JAMSTEC) entdeckt. Im Einsatz waren das Forschungsschiff RV Kairei und das U-Boot Kaikō ROV. Das Gelände wurde 2001 beim Besuch mit dem U-Boot Jason ROV mit höherer Auflösung als bei der ersten Untersuchung begutachtet.
Eine weitere Forschungsreise durch die JAMSTEC folgte 2009 unter Einsatz des U-Boots DSV Shinkai 6500.

## Geologie
Der Grund des Feldes besteht größtenteils aus Schutt, der sich überwiegend aus Sulfiden zusammensetzt. Die Fläche, auf der sich die Hochtemperatur-Schlote befinden, ist auf ungefähr 40 m2 begrenzt. Bei der aus den Hydrothermalquellen strömenden Flüssigkeit wurden Temperaturen von über 360 °C gemessen. Außerdem ist sie reich an Metallen, weshalb die Quellen wie Schwarze Raucher erscheinen. Außerdem legt die Chlorinität des Ausstroms nahe, dass tief unterhalb des Feldes eine Phasentrennung vorliegt.

## Biologie

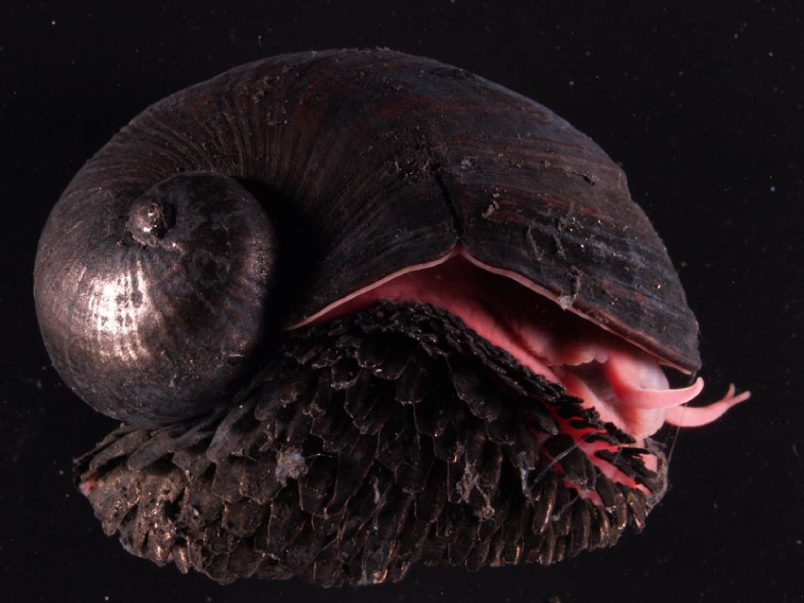
Schuppenfuß-Schnecke vom Kairei Vent Field

Das Kairei-Hydrothermalfeld ist einer von wenigen Fundorten der Schuppenfuß-Schnecke, die von Meeresbodenbergbau bedroht wird. Das Feld ist zudem bekannt als Lebensraum der Schnecken Gigantopelta aegis und Alviniconcha strummeri.
Anhand der Funde am Kairei-Hydrothermalfeld wurde Rimicaris kairei erstbeschrieben, der zur Krebsfamilie der Alvinocarididae zählt; die Krebse werden an vielen hydrothermalen Feldern im Atlantischen Ozean gefunden.
Nach der Bestimmung der Isotope von Kohlenstoff und Stickstoff wird vermutet, dass sich die ökologische Gemeinschaft im Lebensraum des Kairei-Hydrothermalfeld aus vier Trophiestufen zusammensetzt.
Kairei ist insofern interessant, dass sowohl hier als auch in benachbarten Hydrothermalfeldern, wie dem Solitaire Vent Field, ähnliche Lebensgemeinschaften vorhanden sind. Aufgrund dessen können mögliche Ausbreitungswege in der Tiefsee erforscht werden, da die Tiefsee größtenteils als lebensfeindlich beschrieben wird.